# Sayre (Oklahoma)
Sayre es una ciudad ubicada en el condado de Beckham en el estado estadounidense de Oklahoma. En el año 2010 tenía una población de 	4375 habitantes y una densidad poblacional de 497,16 personas por km².

## Geografía
Sayre se encuentra ubicada en las coordenadas 35°17′56″N 99°38′12″O / 35.29889, -99.63667 (35.298940, -99.636556).

## Demografía
Según la Oficina del Censo en 2000 los ingresos medios por hogar en la localidad eran de $21,713 y los ingresos medios por familia eran $30,000. Los hombres tenían unos ingresos medios de $22,167 frente a los $18,147 para las mujeres. La renta per cápita para la localidad era de $10,378. Alrededor del 20.7% de la población estaban por debajo del umbral de pobreza.